# يوهان كوك
يوهان كوك (Johan Kock؛ هلسنكي، 4 يونيو 1861 - 13 أبريل 1915) جندي فنلندي تم سحبه من الخدمة من الجيش الفنلندي في فيبوري في عام 1897. كان كوك ثورياً قاد للحرس الأحمر الفنلندي بين عامي 1905-1906.
كان كوك في عام 1900 مراسلاً في فيبوري. قام بتنظيم الطرق لتهريب الكتابات الثورية من السويد وفنلندا عن طريق لروسيا. في عام 1905 أثناء الإضراب العام في المجتمع الأكاديمي والعمل معا واحتج ضد القيصر الروسي. أصبح كوك قائد الحرس الوطني أثناء الإضراب. كوك المكتسبة من دعم وثقة إيفان أوبولنسكي محافظ العامة. مع ذلك، عن طريق التفاوض مع أوبولنسكي الدستوريون كيفية حل الإضراب بالوسائل السياسية. ويمكن للمجتمع لا يقبل الأكاديمية قيادة كوك في : طلاب الجامعات، الفنون التطبيقية انشقت، تأسيس منظمة خاصة بهم في إطار من قيادة تسلوف غوستا.
وأراد الدستوريون لانهاء الإضراب في 5 تشرين الثاني، ولكن الحرس الأحمر تواصل. حضر كوك، الذين أيدوا الإضراب، والمفاوضات لانهاء الإضراب. وانتهى الإضراب في 6 تشرين الثاني / نوفمبر، وفي اليوم التالي كوك سحب قواته من مراكز الشرطة هلسنكي.
تولى كوك شارك في تمرد فيابوري عام 1906 في قلعة سوومنلينا. فر كوك عندما فشل التمرد، بين البلاد مع ناشطين آخرين إلى السويد ومنها إلى انكلترا قبل أن ينتقل إلى الولايات المتحدة. وتوفي في عام 1915 في بنكر هيل بلدة بولاية ميشيغان.